# Erlebniswelt Steinzeichen

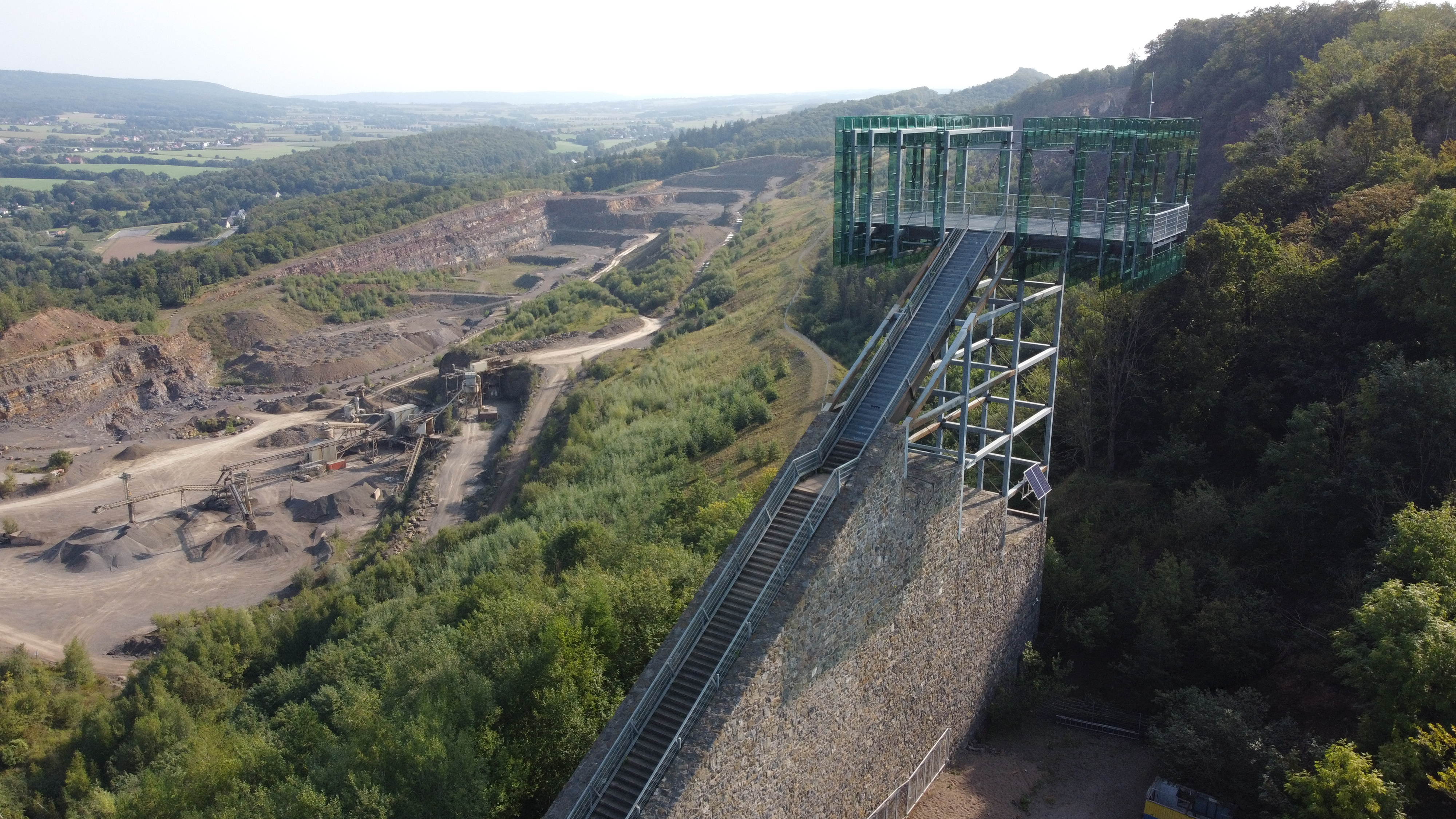
Aussichtsplattform „Jahrtausendblick“

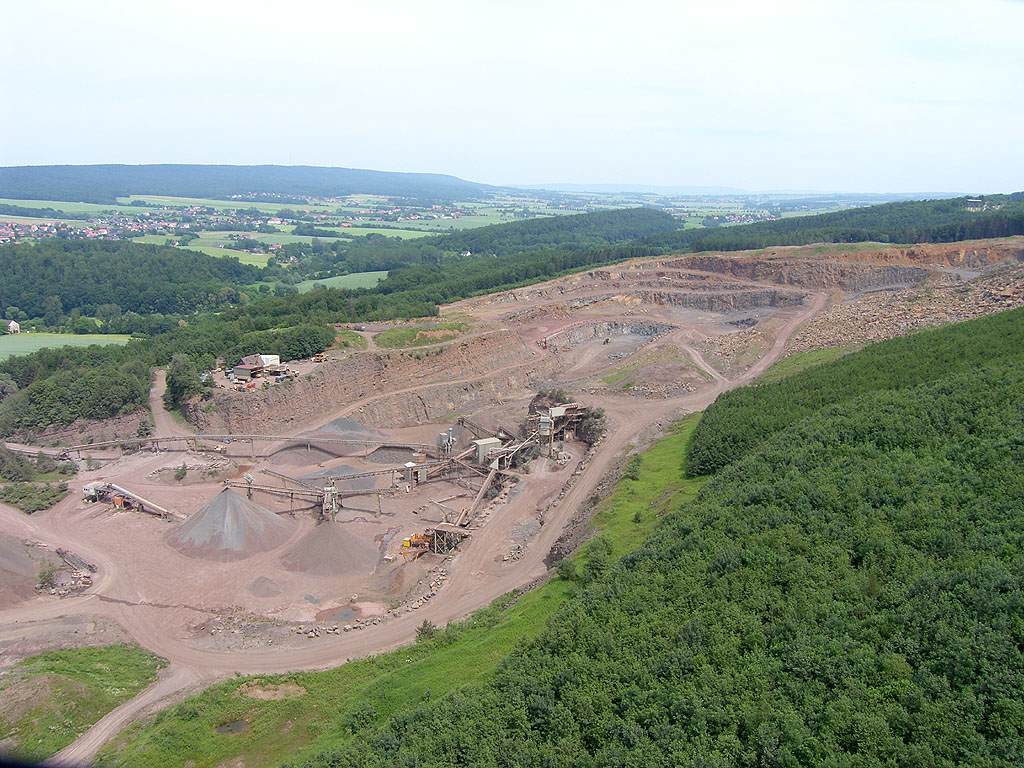
Der aktive Steinbruch, vom „Jahrtausendblick“ aus betrachtet (2006)

Die Erlebniswelt Steinzeichen (Eigenschreibung „Erlebniswelt steinzeichen“) war ein naturorientierter Erlebnis- und Freizeitpark im Ortsteil Steinbergen von Rinteln im Weserbergland in Niedersachsen. Er lag auf dem Messingberg, in einem bereits renaturierten Gebiet eines Steinbruches. Der Park wurde im Zuge der Weltausstellung EXPO 2000 als dezentrales Projekt aufgebaut. 2016 geriet das Unternehmen in die Zahlungsunfähigkeit. Nach zahlreichen Versuchen, das Gelände einer anderen Nutzung zuzuführen, wurde es 2019 schließlich verkauft. Der Erlebnispark mit seinen Attraktionen ist nicht mehr nutzbar, lediglich der „Jahrtausendblick“ ist als Aussichtsplattform noch zu besteigen.

## Beschreibung
Der Park war 15 Hektar groß. Sein Höhenunterschied über die gesamte Länge betrug 119 Meter. Es wurden ein Rundweg von der Länge von 1250 m und zusätzlich ein Panoramawanderweg von 750 m Länge angeboten. Von letzterem konnte man über 156 Stufen eine 250 Meter hohe Aussichtsplattform, den sogenannten Jahrtausendblick, besteigen und von dort in den noch aktiven Teil des Steinbruches blicken, in dem innerhalb der Woche auch Sprengungen stattfinden, und einen Rundblick über das Weserbergland genießen.
Am Eingang des Erlebnisparks befand sich der Garten der Nationen, der zur Expo von Vertretern verschiedener Länder mit Bäumen und im Wechsel des Jahres blühenden Sträuchern und Stauden bepflanzt wurde.
Die Themenbereiche Faszination Stein und Wunder des Lebens bildeten den Schwerpunkt des Parks. Es befand sich das Natursteinkabinett im Park, eine der größten gesteinskundlichen Sammlungen Deutschlands, das Haus der Mineralien, in dem der Besucher die Farben- und Formenvielfalt von Steinen bewundern kann, unter anderem fluoreszierende Mineralien, und die Bauhütte, die ein großes Bildhauer-Atelier darstellt, in dem man bei der Erstellung einer Steinskulptur zusehen oder in einem Workshop selbst mitwirken konnte. Anhand einer großen Fossiliensammlung konnte die Geschichte der Evolution nachvollzogen werden. Im Medientunnel in der Nähe des Eingangs konnte man 3D-Filme ansehen, und später im Themenkino bis zu zehn Filme auf einer Großbildleinwand anschauen. Begleitet wurden die Parkbereiche von einem internationalen Skulpturenpfad, auf dem Steinskulpturen von verschiedenen Künstlern zu sehen waren.
Für Besucher bot der Freizeitpark eine Reihe abwechslungsreicher Aktionen. Es wurden unter anderem Rallyes durch den Park angeboten, es gab verschieden hohe Kletterwände, einen Streichelzoo, einen Naturerlebnis-Kindergarten, einen ungewöhnlichen Kinderspielplatz sowie eine Uhu-Beobachtungsstation. Auf dem Klopfplatz konnten Schieferplatten nach Fossilien aufgeklopft werden, in verschiedenen großen Sandkästen konnten Besucher nach Halbedelsteinen, 18.000 Jahre alten Haizähnen und echte Ammoniten graben. Es gab die Möglichkeit zum Goldwaschen, wobei kein Gold, sondern Pyrit zu finden war. An anderen Stellen im Park konnte ein lebensgroßes künstliches Mammutskelett aus dem Sand ausgegraben oder ein Dinosaurierskelett aus Puzzleteilen zusammengesetzt werden. Man konnte in speziellem Sand Bilder malen oder Sandskulptur formen, eine Station aufsuchen, die 12 Mikroskope beherbergte, und dort über 100 Objekte aus den Bereichen Mineralogie, Paläontologie und Schulbiologie stark vergrößert betrachten. Außerdem existierte die Möglichkeit, den Sand eines Zengartens mittels eines hölzernen Rechens mit Kreis- oder Wellenlinien selbst zu gestalten.

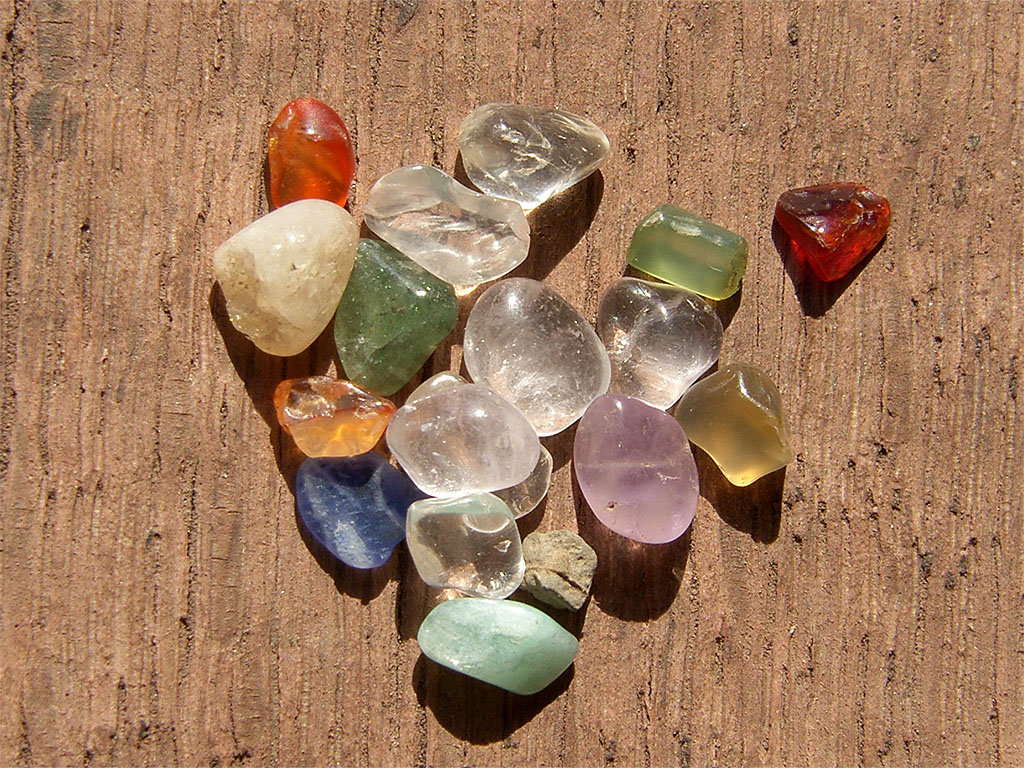
Aus einem Sandkasten ausgegrabene Halbedelsteine

Beeindruckend war das achteckige, aus Felssteinen gemauerte Haus der Religionen. Es stellte eine interreligiöse Begegnungsstätte dar. Aus einem Brunnen in der Form wassertragender Hände in der Mitte des Raumes quoll Wasser hervor. Umringt wurde er von Steinskulpturen, die symbolisch für alle Religionen stehen.
Es wurden Workshops angeboten, wie beispielsweise Spurenlesen oder Wildpflanzen bestimmen, künstlerisches Gestalten mit Speckstein, Ton oder Kalkstein, die Geschichte des Bogens, der Pfeilspitze und des Bogenschießens oder eine Einführung in den Klettersport. Die Workshops waren kostenpflichtig und teilnehmerbegrenzt. Zur Verpflegung gab es einen Bistro am Rand des noch aktiven Steinbruchs.

## Nach der Schließung
Seit der Insolvenz ist das Gelände immer wieder Ziel von Vandalismus und Brandstiftungen. Ende 2018 wurden die jeweils eine Weltreligion repräsentierenden Skulpturen im Haus der Religionen umgestürzt und teilweise zerstört. Dennoch hält der Tourismusverband Westliches Weserbergland (Stand Januar 2019) an seinen Plänen zur Wiederbelebung des Geländes fest. Die zerstörte Infrastruktur des Freizeitparkes werde nicht zwingend für das neue Konzept eines Mountainbikeparkes gebraucht.
Organisiert vom Tourismusverband Westliches Weserbergland finden noch geführte Wanderungen zum Jahrtausendblick statt. Der Park kann seit 2020 wieder an den Wochenenden besucht werden, auch der Aufstieg zum Jahrtausendblick ist möglich. Seit 2020 gibt am Eingang zum Park einen Biergarten, der laut Betreiber jeden Tag im Sommer geöffnet ist. An Wochenenden wird das Angebot durch „mittelalterliche“  Händler und einen Essenstand ergänzt.

## Neue Nutzung
Ende 2019 wurde die Erlebniswelt Steinzeichen Steinbergen verkauft. Der neue Besitzer hat den Park gegen Eintritt wieder für die Öffentlichkeit zugänglich gemacht. Die Attraktionen des Erlebnisparks sind zum größten Teil zerstört. Die Aussichtsplattform Jahrtausendblick ist allerdings noch zu betreten. Geplant ist, das Gelände zukünftig als Veranstaltungslocation für Live Action Role Playing und Konzerte zu nutzen.

## Kritik
Teile der Bevölkerung der näheren und weiteren Umgebung stehen der Nutzung des Messingberges als Steinbruch und Erlebnispark skeptisch bzw. ablehnend gegenüber. Am 11. Dezember 2004 rutschte ein rund 300 m langes Kammstück des Messingberges in Richtung des aktiven Steinbruches ab, dabei sollen eine Million Tonnen Gestein den Hang hinabgestürzt sein. Verschiedene Messungen ergaben, dass der Berg teilweise weiter in Bewegung ist, den Erlebnispark aber nicht unmittelbar gefährdet. Das der Abbruchstelle am nächsten gelegene Bauwerk Jahrtausendblick wurde in das Messsystem integriert und ein komplexes Frühwarnsystem sowie ein Pendellot installiert, um auf weitere Veränderungen des Berges sofort reagieren zu können.

## Fotos

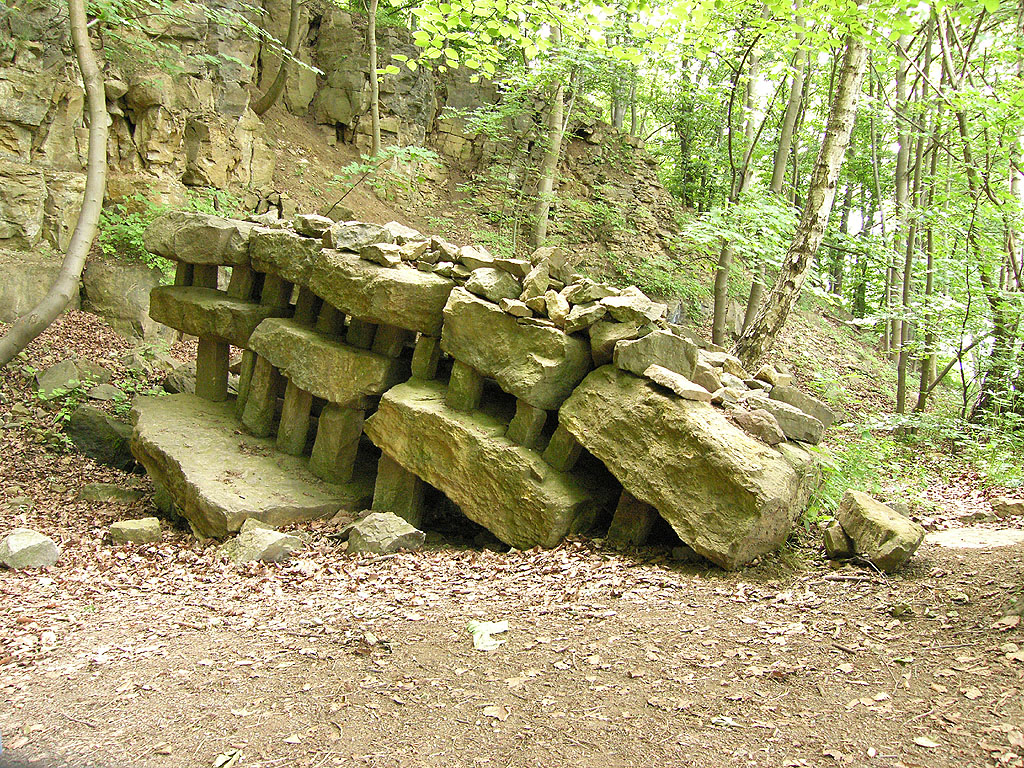
"Steinberger Strata" von Chris Booth aus Neuseeland, Skulpturenpfad
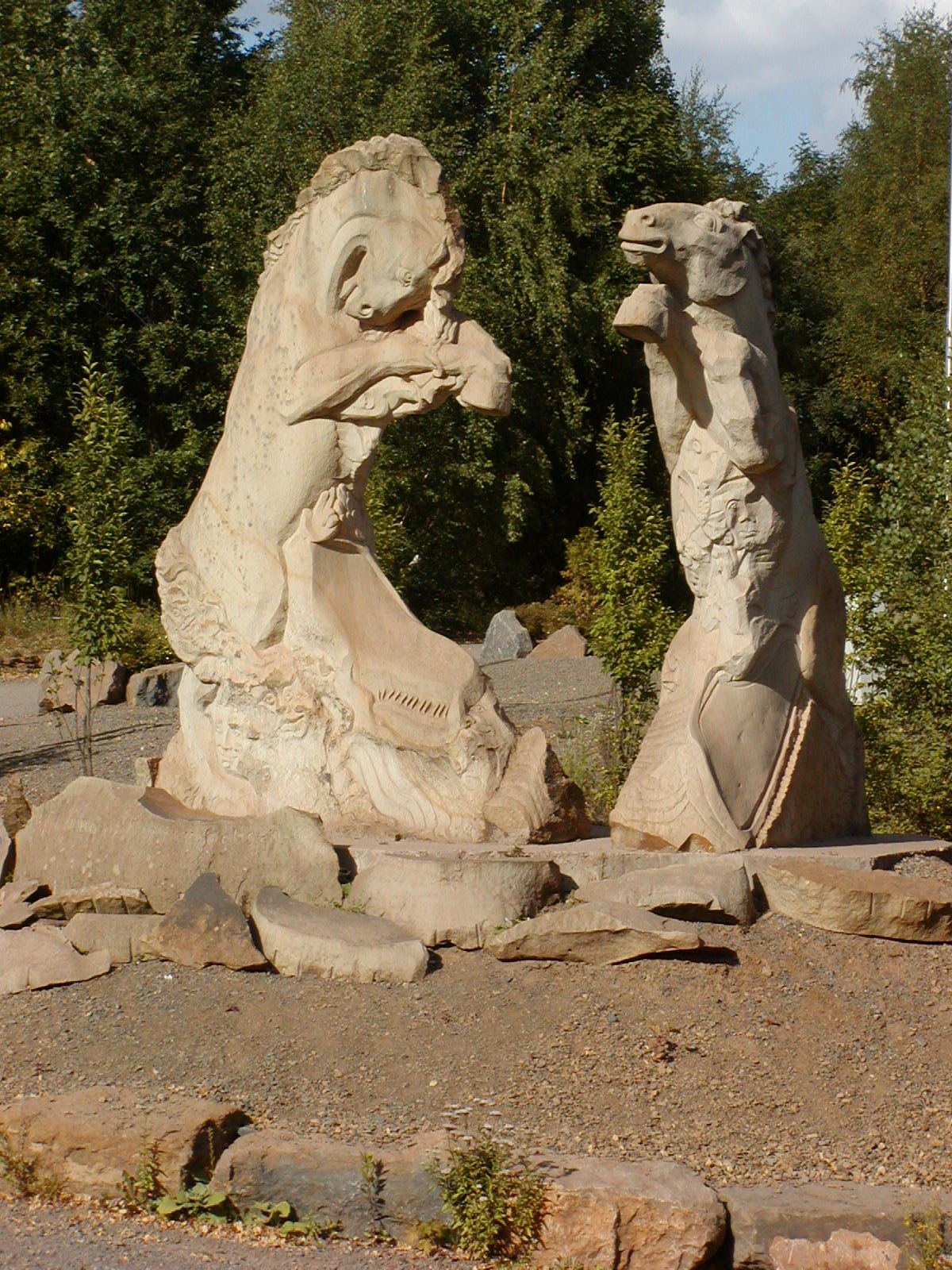
Skulpturen in der Erlebniswelt steinzeichen
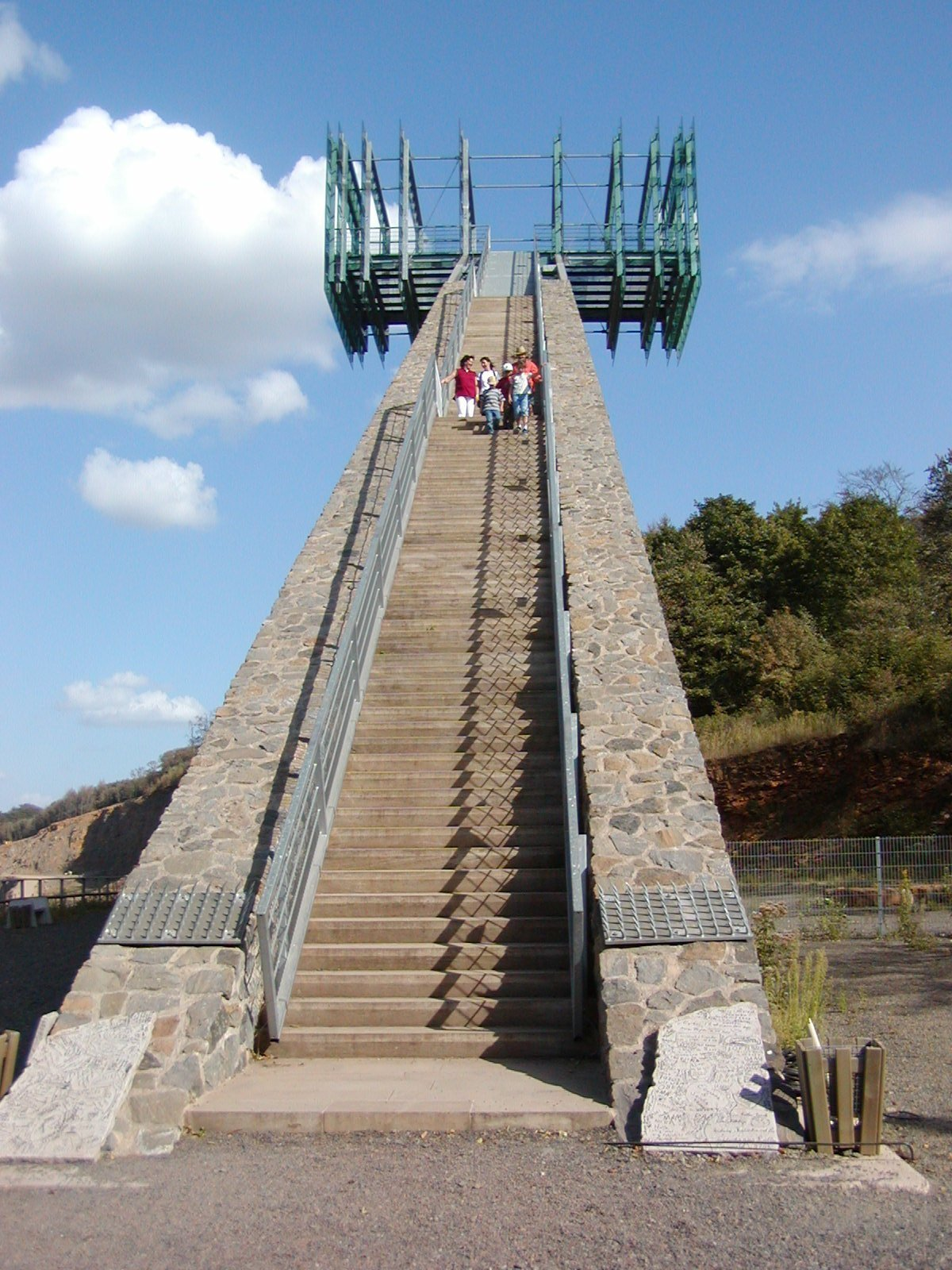
Aufgang zur Aussichtsplattform
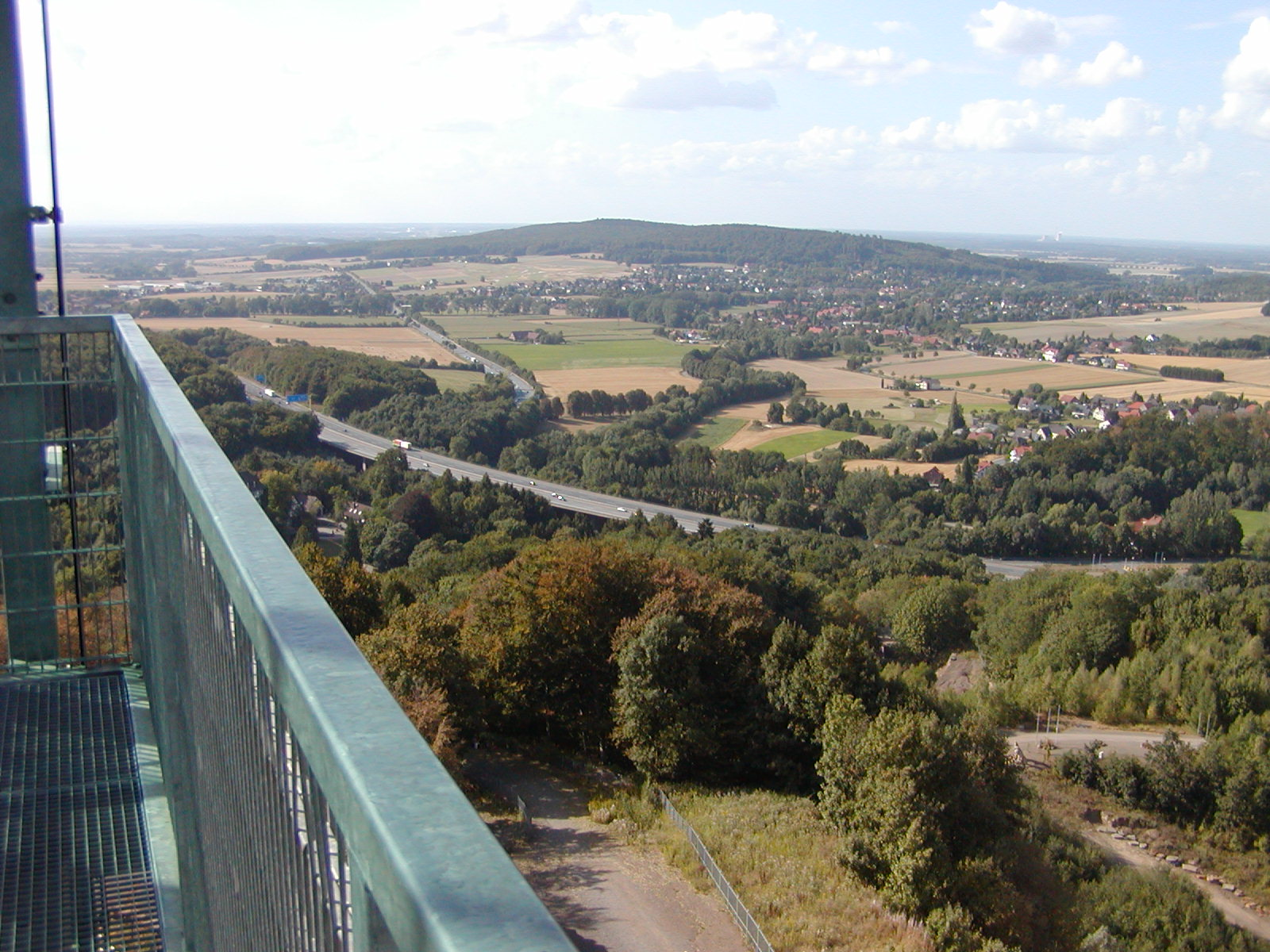
Blick über die BAB 2 nach Bad Eilsen am Harrl mit dem Kraftwerk Heyden rechts am Horizont